# Quadracus
Quadracus är ett släkte av spindeldjur som beskrevs av Hartford Hammond Keifer 1944. Quadracus ingår i familjen Diptilomiopidae.
Släktet innehåller bara arten Quadracus urticarius.